# Ергін
Ергі́н (грец. Εργίνος) — ім'я кількох героїв давньогрецьких міфів:
1) батько Агамеда і Трофонія, цар Орхомену. Фіванці мусили платити Ергіна велику данину, від якої звільнив їх Геракл;
2) керманич аргонавтів після загибелі Тітія.